# August Traksmaa
August Traksmaa, estonski general, * 27. avgust 1893, † 16. julij 1942.